# Иртяш
Иртя́ш (Иртяж) — озеро-водохранилище в Челябинской области, находящееся рядом с городами Касли и Озёрск. Озеро почти полностью расположено на территории Каслинского городского поселения Каслинского района и Озёрского городского округа, лишь небольшая его часть на юго-западе относится к Кыштымскому городскому округу.

## Этимология
По звуковому содержанию топоним близок к башкирским словам: ер — «земля», «место», «сторона» и таш — «камень», то есть название означает «место (земля), где есть камни, каменистое место», следует отметить, что берега и дно озера действительно отличаются каменистостью. Так существует версия происхождения названия озера от тюркского имени: Иртей, Иртекей, Иртук.

## Общая характеристика

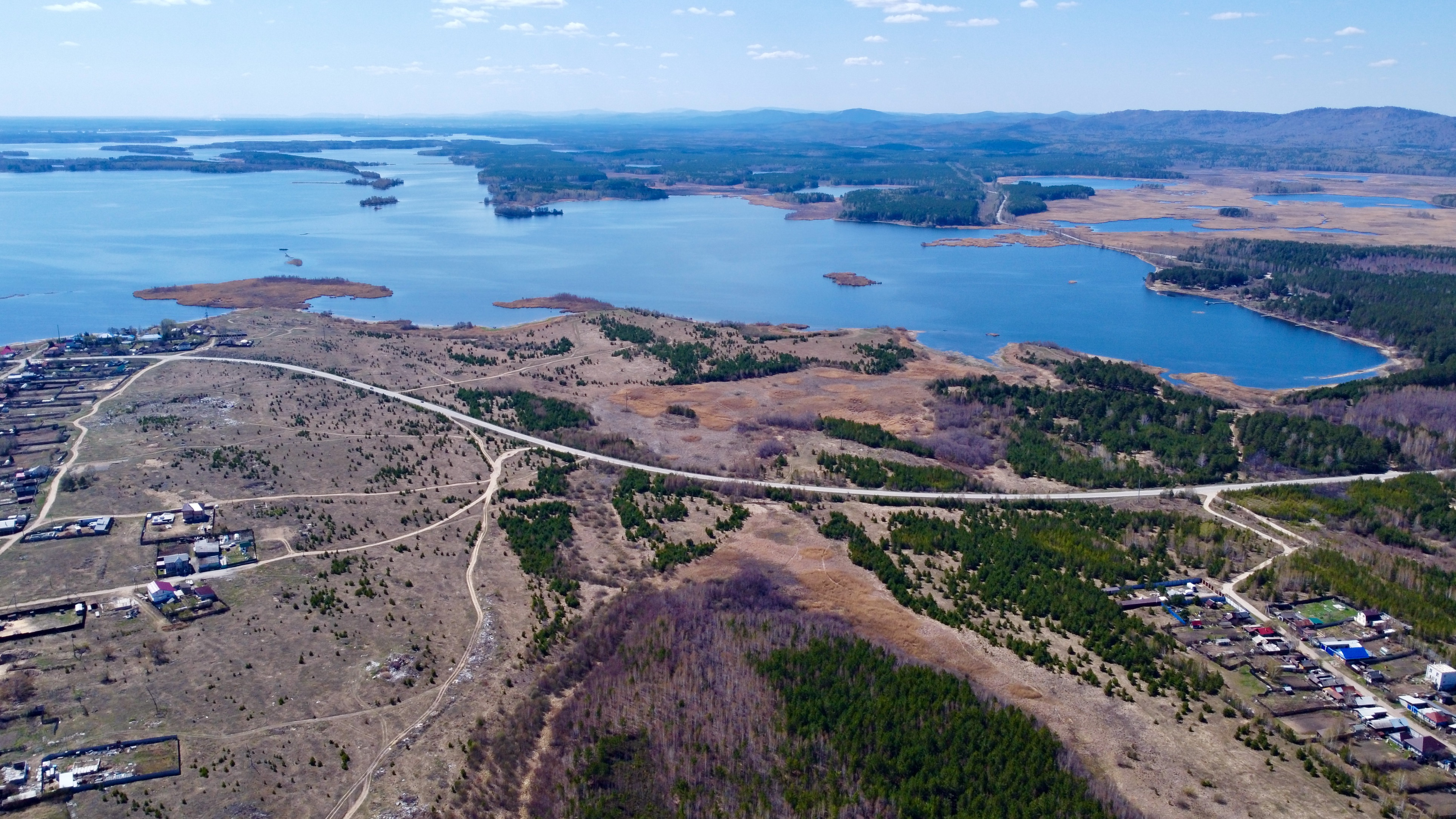
Вид с высоты

Площадь водного зеркала составляет, по разным данным, — 53,5 км² или 61,8 км². Наибольшая глубина 18,6 м, средняя глубина — 7,5 м. В озеро впадают небольшие речки Большая Кыштымка и Букоян (Букоянка, Борзовка?). Со стороны Каслей вода поступает как по реке Исток (баш. Кургулак), так и по прокопанному каналу из озера Большие Касли. Вытекает одна река Теча, правый приток реки Исеть.
Озеро является составной частью Каслинско-Иртяшской системы озёр — группы более десятка озёр горного (котлованного) типа, из которых посредством водотоков (рек и каналов) между ними происходит общий сбор воды в Иртяш, далее посредством реки Течи (до 1949 года всквозную через озеро Кызылташ (ныне спецводоём «В-2» ПО «Маяк»), после 1965 года с регулируемым стоком по обводному левобережному каналу вокруг спецводоёмов Теченского каскада водоёмов) осуществляется общий сток воды. Таким образом озеро относится к Иртышскому бассейновому округу. Озеро является технологическим (водозаборным) спецводоёмом «В-1», сток регулируется плотиной «П-1».
Воды Иртяша и других озёр Каслинско-Иртяшской системы используются для технологического водоснабжения ПО «Маяк», а также планировались для водоснабжения в случае строительства Южно-Уральской атомной электростанции. Акватория озера охраняется моряками и водолазами дивизиона 32-го морского отряда национальной гвардии России.
На берегу озера и на островах находится ряд памятников археологии — «Иртяшские городища», останки более 10 селений конца бронзового и раннего железного века (гамаюнская и иткульская культуры), средневековья (петрогромская культура). Как минимум 6 из них в пределах территории относящейся к городу Озёрску. Некоторым городищам присвоены собственные названия, к примеру: Иртяшское городище 1-е — Островки, Иртяшское городище 2-е — Белая Галька, Иртяшское городище 3-е — Мокрая Яма, Иртяшское городище 4-е — Старая Займа. Городища найдены и начаты исследования в XX веке, так в 1940 году упоминается лишь одно Иртяшское городище. Первый курган (захоронение) на берегу озера был обследован П. С. Палласом в 1770 г.
В озере много рыбы (елец, ёрш, золотой карась, линь, налим, окунь, плотва, щука, язь). Акклиматизированы карп, лещ, сиг, пелядь, судак.
Водная растительность представлена тростником, рогозом, камышом, встречаются заросли кувшинки.
Имеются острова: Алдышкин, Востротин, Гусев, Дымишкин, Моськин, Шатанов, Вязовый, Круглый, Светляк, Пень, Мартышечий и др. Дно илистое, местами песок и галька. Дно неровное, местами песчаное и илистое, на некоторых участках каменистое и с подводными каменистыми грядами.
Пётр Иванович Рычков в своей книге «Топография Оренбургская» в разделе «Знатные озера в Башкирии» писал:

Иреляшъ, отъ предупомянутаго Уялея разстояніемъ отъ пятнатцати до дватцати верстъ, по длинѣ верстъ на тритцать, а шириной верстъ на десять, отъ котораго вышла рѣка Теча. Острововъ на немъ счисляютъ до дватцати, лѣсу на берегахъ онаго всякаго множество. На степной сторонѣ на берегу того о́зера въ Мякотинской волости находится старинной валъ, такой высокой, что въ нѣкоторыхъ мѣстахъ саженей до четырёхъ, а ровъ въ глубину сажени полторы.
— Рычков П. И.
Спелеогеологоморфологический район расположения озера характеризуется водобильными закарстованными известняками с глубинными карстами Иртяшско-Кундравинского карстового подрайона, имеющего 5 карстовых участков в меридионально расположенных силурийских и девонских массивах известняков и мраморов, карстовой провинции Восточно-Уральского антиклинория.
На акватории озера Иртяш проходят соревнования по парусным гонкам. В частности, в 2007 году на Иртяше в городе Озёрске проходил второй этап чемпионата Челябинской области по матчевым гонкам (matchrace) уровня IV грейд по категории Международной федерации парусного спорта ISAF.